# Dolní Beřkovice
Dolní Beřkovice – gmina w Czechach, w powiecie Mielnik, w kraju środkowoczeskim. Według danych z dnia 1 stycznia 2013 liczyła 1 484 mieszkańców.